# Snežana Malović
Snežana Malović, cyr. Снежана Маловић (ur. 10 września 1976 w Belgradzie) – serbska polityk i prawniczka, w latach 2008–2012 minister sprawiedliwości.

## Życiorys
W 1999 ukończyła studia na Wydziale Prawa Uniwersytetu w Belgradzie. Od 2001 była urzędniczką w Ministerstwie Sprawiedliwości. Od 2002 do 2003 była szefem gabinetu politycznego ministra, w latach 2004–2007 pełniła funkcję sekretarza generalnego odpowiedzialnego za biuro zajmujące się postępowaniami w sprawach dotyczących zbrodni wojennych. W listopadzie 2007 powierzono jej obowiązki sekretarza stanu w resorcie. W lipcu 2008 objęła urząd ministra sprawiedliwości w rządzie Mirka Cvetkovicia, który sprawowała do lipca 2012. W wyborach w 2012 z ramienia Partii Demokratycznej uzyskała mandat posłanki do Zgromadzenia Narodowego. Kilka miesięcy później złożyła go na żądanie nowego przewodniczącego ugrupowania Dragana Đilasa, który publicznie zwrócił się o to do byłych ministrów. W 2013 Snežana Malović wystąpiła z Partii Demokratycznej. Rok później z powodzeniem kandydowała do parlamentu z listy koalicji zorganizowanej przez Borisa Tadicia.